# Lenguas mixtecas
Las lenguas mixtecas son un conjunto de variedades lingüísticas de filiación otomangueana originarias de La Mixteca, una región de aproximadamente cuarenta mil kilómetros cuadrados localizada en el sur de México. En el año 2000, los hablantes de las lenguas mixtecas constituyeron la cuarta comunidad lingüística indígena por su número de hablantes en México, con un total de 446,236 individuos mayores de cinco años. En el Censo de Población y Vivienda del INEGI 2010 se registraron 496,038 hablantes de alguna variedad de mixteco.
Debido a los procesos históricos y a las condiciones de pobreza en La Mixteca, los movimientos migratorios de los mixtecos han dado lugar a que esta lengua se encuentre presente en todas las entidades federativas de México –principalmente en el estado de México y el Distrito Federal– e incluso en Estados Unidos, principalmente en las comunidades mixtecas de California, donde las nuevas generaciones suelen ser bilingües o trilingües (mixteco, inglés y español).
Fonológicamente, las lenguas mixtecas se caracterizan por una fuerte tendencia nasal de la que da cuenta el gran número de fonemas nasales y prenasalizados de su repertorio fonológico. Como el resto de las lenguas otomangues, las hablas mixtecas son tonales, pero hay demasiada variación en el número de tonemas y sus combinaciones posibles. Las lenguas mixtecas son lenguas altamente analíticas. A diferencia del español y otras lenguas indoeuropeas, en mixteco los morfemas suelen tener una sola forma, sin declinaciones de género, número o caso. Se ha identificado al menos tres tipos de sistemas pronominales dentro de esta agrupación lingüística, el primero cuenta con pronombres honoríficos para primera y segunda persona, el segundo tiene pronombres que distinguen el número en primera y segunda persona, y el tercer tipo es mixto, con características de los otros dos. En todos los casos, se emplean pronombres incluyentes y excluyentes para la primera persona plural, y un complicado sistema de pronombres para tercera persona. La estructura típica de las oraciones en mixteco es verbo sujeto objeto.
El conjunto de las hablas mixtecas se inscribe dentro del brazo oriental de la familia otomangueana, una de las más antiguas de Mesoamérica. Junto con las lenguas cuicatecas y las lenguas triquis constituye el grupo mixtecano, que tiene en el amuzgo a su pariente lingüístico más cercano. El número de variedades de las lenguas mixtecas varía de acuerdo con la fuente consultada. SIL International considera 52; el Instituto Nacional de Lenguas Indígenas de México (INALI) contempla 81; mientras que Josserand clasificó toda esa diversidad en cinco grandes regiones dialectales. Esto ha generado una gran discusión entre especialistas y hablantes sobre la naturaleza de las hablas mixtecas. Para unos, se trata de idiomas independientes entre sí; para otros, todas las variedades constituyen verdaderamente una sola lengua.
El número de hablantes de cada variedad lingüística es muy variable. Diez de ellas son clasificadas por Unesco como lenguas amenazadas o severamente amenazadas, pues son habladas por algunos cientos de personas y se encuentran en peligro inminente de desaparición debido a la sustitución lingüística. Otras se encuentran vigorosas y su número de hablantes va en aumento. En tiempos recientes, ha surgido un movimiento de recuperación del mixteco como lengua literaria en el que participan autores que escriben en diversas variedades de la lengua. Además, es importante señalar que el mixteco es una de las lenguas nacionales de México, y como tal, su uso debería ser oficial por las instancias del Estado. En correspondencia con esto, la Constitución mexicana ha sido traducida y se cuenta con libros de texto gratuitos para la enseñanza básica en algunas de las variedades mixtecas. Por otro lado, los hablantes y especialistas han creado la Academia de la Lengua Mixteca, que es una asociación civil que busca promover el uso y conocimiento de las hablas mixtecas.

## Nombre
El glotónimo mixteco es la castellanización de la palabra de origen náhuatl mixtécatl, que significa 'habitante del país de las nubes'. Esta palabra es la traducción aproximada en náhuatl del nombre que se daban a sí mismos los mixtecos en la época colonial, a saber, ñuu dzahui, que se traduce como 'pueblo de la lluvia', 'país de la lluvia' o 'nación del dios de la lluvia'. Los hablantes de mixteco llaman a su lengua con alguno de los diversos cognados en cada una de las variedades para el concepto 'palabra de la lluvia' o 'lengua de la lluvia'. En mixteco clásico, este nombre era dzaha dzahui, mientras que en las lenguas mixtecas contemporáneas el nombre más extendido es tuhun savi.

## Distribución geográfica
El territorio tradicional de los hablantes de las lenguas mixtecas es la región Mixteca, que se encuentra en el centro sur de México. La Mixteca se encuentra dividida entre los estados de Puebla, Guerrero y Oaxaca. En este último se concentra la mayor parte de los hablantes de mixteco y el mayor número de variedades de esta macrolengua. En La Mixteca también conviven comunidades hablantes de triqui, amuzgo, tlapaneco, náhuatl y cuicateco. La penetración del español en La Mixteca es muy avanzada pero no uniforme. Hay comunidades donde el habla mixteca ha sido abandonada por completo, mientras que en otras existe un alto grado de bilingüismo. El número de usuarios monolingües varía de acuerdo con cada localidad.
La migración ha llevado a los hablantes de las lenguas mixtecas a establecerse en sitios muy distantes de sus lugares de origen. Por ello, hay importantes comunidades de hablantes de lenguas mixtecas en los Valles Centrales de Oaxaca, las zonas metropolitanas de Puebla, Tehuacán y la ciudad de México. En tiempos recientes, los destinos principales de los mixtecos se han trasladado más al norte, y constituyen una población importante en los estados de Sinaloa, Baja California y Baja California Sur, así como en California y Nueva York, ya en territorio estadounidense. Las nuevas generaciones nacidas fuera de la Mixteca siguen conservando la lengua.
| Personas de 5 años y más que hablan lenguas mixtecas en México Por entidad federativa | Personas de 5 años y más que hablan lenguas mixtecas en México Por entidad federativa | Personas de 5 años y más que hablan lenguas mixtecas en México Por entidad federativa | Personas de 5 años y más que hablan lenguas mixtecas en México Por entidad federativa | Personas de 5 años y más que hablan lenguas mixtecas en México Por entidad federativa | Personas de 5 años y más que hablan lenguas mixtecas en México Por entidad federativa | Personas de 5 años y más que hablan lenguas mixtecas en México Por entidad federativa | Personas de 5 años y más que hablan lenguas mixtecas en México Por entidad federativa |
| ------------------------------------------------------------------------------------- | ------------------------------------------------------------------------------------- | ------------------------------------------------------------------------------------- | ------------------------------------------------------------------------------------- | ------------------------------------------------------------------------------------- | ------------------------------------------------------------------------------------- | ------------------------------------------------------------------------------------- | ------------------------------------------------------------------------------------- |
|                                                                                       |                                                                                       |                                                                                       |                                                                                       |                                                                                       |                                                                                       |                                                                                       |                                                                                       |
| Aguascalientes                                                                        | 53                                                                                    | Baja California                                                                       | 14 184                                                                                | Baja California Sur                                                                   | 2137                                                                                  | Campeche                                                                              | 167                                                                                   |
| Coahuila                                                                              | 62                                                                                    | Colima                                                                                | 365                                                                                   | Chiapas                                                                               | 216                                                                                   | Chihuahua                                                                             | 620                                                                                   |
| Distrito Federal                                                                      | 16 337                                                                                | Durango                                                                               | 39                                                                                    | Guanajuato                                                                            | 228                                                                                   | Guerrero                                                                              | 103 152                                                                               |
| Hidalgo                                                                               | 235                                                                                   | Jalisco                                                                               | 1486                                                                                  | México                                                                                | 27 314                                                                                | Michoacán                                                                             | 723                                                                                   |
| Morelos                                                                               | 3867                                                                                  | Nayarit                                                                               | 108                                                                                   | Nuevo León                                                                            | 444                                                                                   | Oaxaca                                                                                | 245 755                                                                               |
| Puebla                                                                                | 8259                                                                                  | Querétaro                                                                             | 104                                                                                   | Quintana Roo                                                                          | 266                                                                                   | San Luis Potosí                                                                       | 130                                                                                   |
| Sinaloa                                                                               | 13 895                                                                                | Sonora                                                                                | 1684                                                                                  | Tabasco                                                                               | 298                                                                                   | Tamaulipas                                                                            | 204                                                                                   |
| Tlaxcala                                                                              | 136                                                                                   | Veracruz                                                                              | 3629                                                                                  | Yucatán                                                                               | 92                                                                                    | Zacatecas                                                                             | 47                                                                                    |
| Fuente: Inegi (2000): XII Censo de Población y Vivienda.                              |                                                                                       |                                                                                       |                                                                                       |                                                                                       |                                                                                       |                                                                                       |                                                                                       |

## Clasificación lingüística
Las lenguas mixtecas comparten numerosos rasgos con otros idiomas del área lingüística mesoamericana. Estas características particulares han sido planteadas por Campbell, Kaufman y Smith-Stark en un artículo de 1986. Entre otras cosas se pueden citar los sistemas de numeración con base vigesimal, la inclusión de la vocal cerrada central no redondeada ([ɨ]), la ausencia del verbo en el final de la oración y algunos calcos semánticos.
En 1867, Manuel Orozco y Berra propuso que existían similitudes entre el mixteco y el zapoteco y las agrupó en la familia "mixteco-zapoteca", junto con el chocho y el amuzgo. Otros autores encontraron después semejanzas entre estas dos lenguas y otras que se hablan en Oaxaca y Puebla como el mazateco, cuicateco, popoloca. En 1929, Edward Sapir incluyó en una misma familia a las lenguas del grupo oaxaqueño con las lenguas otopameanas. Se debió a Lyle Campbell la organización de los grupos de la familia otomangueana, incluyendo un grupo mixtecano con las lenguas mixtecas, triquis y cuicatecas. En los años sucesivos fueron Kathryn Josserand y Terrence Kaufman quienes reforzaron el argumento en favor de la agrupación propuesta por Campbell.
Dentro de la familia otomangue, las lenguas mixtecas están hermanadas con otros idiomas y forman el grupo mixtecano. Además de la macrolengua mixteca, en él se incluye a las lenguas triquis y al cuicateco. Todas estas lenguas derivan de una protolengua llamada protomixtecano. La organización interna de la familia otomangue es discutida por los especialistas. Kaufman ha propuesto que el grupo mixtecano podría formar parte de un grupo otomangueano oriental con las lenguas zapotecanas, popolocanas y el idioma amuzgo. Por otra parte, algunos autores han propuesto la inclusión de esta última lengua en el grupo mixtecano.

### Variedades lingüísticas
De acuerdo con el Instituto Nacional de Lenguas Indígenas de México (Inali), el mixteco tiene más de 81 variedades.
| ISO 639-3     | Variedad                                             | Nombre nativo                         |
| ------------- | ---------------------------------------------------- | ------------------------------------- |
| xta           | Mixteco de Guerrero del noreste central              | tu'un savi                            |
| -             | Mixteco de Atlamajalcingo                            | tu'un savi                            |
| -             | Mixteco de Cochoapa                                  | tu'un savi                            |
| -             | Mixteco de Copanatoyac                               | tno'on sawi o tu'un savi              |
| -             | Mixteco de Igualapa                                  | tu'un isasi o tu'un savi              |
| -             | Mixteco central de Guerrero                          | tno'on savi o tu'un savi              |
| mxv           | Mixteco de Guerrero del este medio                   | tu'un isasi, tu'un isavi o tu'un savi |
| -             | Mixteco de Tlacoachistlahuaca                        | tu'un savi                            |
| -             | Mixteco de Tlalixtaquilla de Maldonado               | tu'un savi                            |
| -             | Mixteco de Guerrero del norte                        | tu'un savi                            |
| -             | mixteco de Guerrero del norte central                | jnu'un sábi                           |
| -             | Mixteco de Xochistlahuaca                            | tu'un savi                            |
| -             | Mixteco de Tlahuapa                                  | tu'un savi                            |
| mim           | Mixteco de Guerrero central alto                     | tno'on sávi                           |
| xta           | Mixteco de Xochapa                                   | tu'un savi                            |
| -             | Mixteco de Zoyatlán de Juárez                        | tu'un savi                            |
| -             | Mixteco de Xonacatlán                                | tu'un savi                            |
| miy           | Mixteco de Ayutla, Guerrero                          | tu'un savi                            |
| xty           | Mixteco de San Luis Acatlán                          | tu'un savi                            |
| -             | Mixteco de Guerrero de la costa este                 | tu'un savi                            |
| -             | Mixteco de Guerrero de la costa occidental           | tu'un savi                            |
| -             | Mixteco de Guerrero de la costa central              | tu'un savi                            |
| mtu           | Mixteco de Villa de Tututepec                        | tu'un savi                            |
| -             | Mixteco de Santa María Huazolotitlán                 | to'on savi                            |
| vmj           | mixteco de Ixtayutla                                 | tu'un savi                            |
| mih           | Mixteco de Oaxaca de la costa central                | tu'un savi                            |
| mjc           | Mixteco de Oaxaca de la costa noroeste               | tu'un savi                            |
| mxt           | Mixteco de Oaxaca de la costa central baja           | tu'un savi                            |
| mza           | Mixteco de Sierra sur oeste                          | tu'un va'a                            |
| mbz           | Mixteco de Santiago Amoltepec                        | tnu'u ñuu savi                        |
| mce           | Mixteco de Santa Cruz Itundujia                      | tu'un savi                            |
| mpm           | Mixteco de Yosondúa                                  | sa'an sau                             |
| mdv           | Mixteco de Santa Lucía Monteverde                    | sasau                                 |
| mig           | Mixteco del sur bajo                                 | sahin sau                             |
| -             | Mixteco de Yosonotú                                  | tu'un savi                            |
| mib, xtt      | Mixteco del sur medio                                | tu'un savi                            |
| -             | Mixteco de San Pedro Molinos                         | tu'un savi                            |
| -             | Mixteco de Santa María Yosoyúa                       | tu'un savi                            |
| -             | Mixteco de San Mateo Peñasco                         | tu'un savi                            |
| -             | Mixteco de San Agustín Tlacotepec                    | tu'un savi                            |
| xti           | Mixteco de San Antonio Sinicahua                     | tu'un savi                            |
| mvg           | Mixteco del sureste central                          | tnu'u savi                            |
| xtm           | Mixteco central                                      | tu'un savi                            |
| xtn, meh      | Mixteco del suroeste central                         | tu'un savi                            |
| -             | Mixteco del suroeste                                 | tu'un savi                            |
| -             | Mixteco de Ñumí                                      | sa'an savi, sa'an sau                 |
| mix           | Mixteco de oeste central                             | sa'an ntavi                           |
| -             | Mixteco del oeste                                    | to'on savi                            |
| -             | Mixteco del norte bajo                               | tu'un savi                            |
| xtp           | Mixteco de San Miguel Piedras                        | tu'un savi                            |
| mxs           | Mixteco de San Antonio Huitepec                      | tu'un savi                            |
| mil           | Mixteco de Santa María Peñoles                       | tu'un savi                            |
| mqh           | Mixteco bajo de Valles                               | tu'un dau                             |
| -             | Mixteco alto de Valles                               | tu'un ñudavi                          |
| -             | Mixteco del este                                     | tu'un davi                            |
| -             | Mixteco de Santa Inés de Zaragoza                    | tnu'un davi                           |
| xtd           | Mixteco del este central                             | tnu'un davi                           |
| mxb           | Mixteco del noroeste medio                           | dedavi, tu'un savi                    |
| miu, vmc, mks | Mixteco del oeste alto                               | tu'un da'vi                           |
| -             | Mixteco de Santo Domingo Tonalá                      | to'on nda'vi                          |
| -             | Mixteco del noroeste central alto                    | tu'un djavi                           |
| -             | Mixteco del noroeste central bajo                    | tu'un javi                            |
| vmx           | Mixteco de San Juan Tamazola                         | tnu'un davi                           |
| mip           | Mixteco del noreste                                  | da'an davi                            |
| mtx           | Mixteco de San Pedro Tidaá                           | tnu'un dawi                           |
| vmm           | Mixteco de Mitlatongo                                | tu'un lavi                            |
| miz           | Mixteco de Coatzóspam                                | tu'un davi                            |
| mie           | Mixteco de Sierra sur noroeste                       | tu'un savi                            |
| xtl           | Mixteco de San Pablo Tijaltepec                      | tu'un savi                            |
| mio           | Mixteco del oeste de la costa                        | tu'un savi                            |
| -             | Mixteco de Oaxaca de la costa oeste central          | se'en savi, tu'un savi                |
| -             | Mixteco del noroeste                                 | tu'un savi                            |
| -             | Mixteco de Cañada bajo                               | tu'un savi                            |
| xtu           | Mixteco de Cañada central                            | tu'un savi                            |
| mab           | Mixteco de Yutanduchi de Guerrero                    | tu'un savi                            |
| vmq           | Mixteco del noreste bajo                             | tu'un savi                            |
| xtj           | Mixteco de San Juan Teita                            | dañudavi                              |
| xtb           | Mixteco de la frontera Puebla-Oaxaca                 | da'an davi                            |
| mii           | Mixteco del suroeste de Puebla                       | da'an davi                            |
| -             | Mixteco de Tlaltempan                                | da'an davi                            |
| -             | Mixteco de Zapotitlán                                | da'an davi                            |
| -             | Mixteco del este de Jamiltepec, pueblo de Jamiltepec | xiñi savi                             |
| -             | Mixteco del este de Jamiltepec, pueblo de Chayuco    |                                       |

## Evolución fonológica de las lenguas mixtecas

### Transición del protootomangue al protomixtecano
El grupo de hablas mixtecas pertenece a la familia otomangueana, cuyo urheimat podría ser el valle de Tehuacán (Puebla). Este sitio fue uno de los escenarios de la domesticación del maíz. La presencia milenaria de los pueblos de habla otomangueana en esa región hace probable que ellos hayan sido protagonistas de ese proceso que favoreció la sedentarización de los habitantes del Altiplano y luego influyó en el desarrollo de la civilización mesoamericana. Por su parte, Campbell y Kaufman han propuesto que las lenguas otomangueanas comenzaron a diversificarse alrededor del año 1500 a. C. La dificultad para establecer vínculos más generales entre los ocho grupos de la familia otomangueana obstaculiza la posibilidad de realizar inferencias sobre el desarrollo histórico de este conjunto de lenguas.
El protootomangue ha sido reconstruido por Robert Longacre y Calvin Rensch. El sistema fonológico de la protolengua cuenta con nueve consonantes, cuatro vocales y cuatro tonos. Los grupos consonánticos y los diptongos formados a partir de ese repertorio limitado habrían sido el origen de los fonemas en las protolenguas nacidas a partir del protootomangue.
| Protootomangue | **t | **k | **kʷ | **s | **n | **y | **w | **nt | **nk | **nkʷ | **ns | **nn | **ny | **nw |
| protomixtecano | *t  | *k  |      | *θ  |     | *y  | *w  | *ⁿd  | *ⁿg  | *ⁿgʷ  | *ⁿgʷ |      | *l   | *m   |

Rensch hizo una revisión del trabajo reconstructivo de Longacre. Revisó la probabilidad del repertorio fonológico descrito por este último y descartó algunas de sus propuestas, basado en comparaciones sobre cognados en las lenguas del grupo mixtecano. Después de ese trabajo, propuso una reconstrucción del sistema fonológico protomixtecano. Esta propuesta comprende 16 sonidos consonánticos, cuatro vocales y cuatro tonos.
| Reconstrucción del sistema de consonantes del protomixtecano | Reconstrucción del sistema de consonantes del protomixtecano | Reconstrucción del sistema de consonantes del protomixtecano | Reconstrucción del sistema de consonantes del protomixtecano | Reconstrucción del sistema de consonantes del protomixtecano | Reconstrucción del sistema de consonantes del protomixtecano | Reconstrucción del sistema de consonantes del protomixtecano | Reconstrucción del sistema de consonantes del protomixtecano |
|                                                              | Labial                                                       | Dental                                                       | Alveolar                                                     | Postalveolar                                                 | Palatal                                                      | Velar                                                        | Glotal                                                       |
| ------------------------------------------------------------ | ------------------------------------------------------------ | ------------------------------------------------------------ | ------------------------------------------------------------ | ------------------------------------------------------------ | ------------------------------------------------------------ | ------------------------------------------------------------ | ------------------------------------------------------------ |
| Oclusivas                                                    |                                                              | *t *ⁿd                                                       | *t *ⁿd                                                       | *t *ⁿd                                                       |                                                              | *k *kʷ *ⁿg *ⁿgʷ                                              | *ʔ                                                           |
| Fricativas                                                   |                                                              | *θ                                                           |                                                              |                                                              |                                                              | *x *xʷ                                                       | *h                                                           |
| Aproximantes                                                 |                                                              | *l                                                           | *l                                                           | *l                                                           | *j                                                           | *w                                                           |                                                              |
| Nasales                                                      | *m                                                           | *n                                                           | *n                                                           | *n                                                           |                                                              |                                                              |                                                              |
| Fuente: Rensch (1977): 59.                                   |                                                              |                                                              |                                                              |                                                              |                                                              |                                                              |                                                              |

### Transición del protomixtecano al protomixteco
El protomixtecano con el tiempo se fue diversificando y dio lugar a tres agrupaciones lingüísticas contemporáneas: las lenguas cuicatecas, las lenguas triquis y las lenguas mixtecas. Cornelia Mak y Robert Longacre publicaron un artículo en 1960 en el que dan cuenta de las reglas de transformación fonológica que se pueden deducir en la reconstrucción del protomixteco y su relación con el protomixtecano. Estos cambios condujeron a la simplificación del repertorio fonológico por medio de fusiones entre protofonemas:
1. Los protofonemas *ng, *k y *x del protomixtecano se fusionaron y dieron lugar a los sonidos *k y *h en protomixteco.
2. Los protofonemas *ngw, *kw y *w se fusionaron, dando lugar a los fonemas protomixtecos *k y *v.
3. El repertorio de cuatro consonantes oclusivas prenasalizadas del protomixtecano se simplificó en *nd, la única prenasalizada del protomixteco.

Además, Mak y Longacre propusieron que la protolengua debió contar con entre cinco y seis vocales: *a, *i, *ɨ, *o, *u y, probablemente, *e. Por lo tanto, el protomixteco fue reconstruido con un sistema de trece consonantes y hasta seis vocales.
| Reconstrucción del sistema de consonantes del protomixteco Mak y Longacre (1960) | Reconstrucción del sistema de consonantes del protomixteco Mak y Longacre (1960) | Reconstrucción del sistema de consonantes del protomixteco Mak y Longacre (1960) | Reconstrucción del sistema de consonantes del protomixteco Mak y Longacre (1960) | Reconstrucción del sistema de consonantes del protomixteco Mak y Longacre (1960) | Reconstrucción del sistema de consonantes del protomixteco Mak y Longacre (1960) | Reconstrucción del sistema de consonantes del protomixteco Mak y Longacre (1960) | Reconstrucción del sistema de consonantes del protomixteco Mak y Longacre (1960) | Reconstrucción del sistema de consonantes del protomixteco Mak y Longacre (1960) |
|                                                                                  | Labial                                                                           | Labiodental                                                                      | Dental                                                                           | Alveolar                                                                         | Postalveolar                                                                     | Palatal                                                                          | Velar                                                                            | Glotal                                                                           |
| -------------------------------------------------------------------------------- | -------------------------------------------------------------------------------- | -------------------------------------------------------------------------------- | -------------------------------------------------------------------------------- | -------------------------------------------------------------------------------- | -------------------------------------------------------------------------------- | -------------------------------------------------------------------------------- | -------------------------------------------------------------------------------- | -------------------------------------------------------------------------------- |
| Oclusivas                                                                        |                                                                                  |                                                                                  | *t *ⁿd                                                                           | *t *ⁿd                                                                           | *t *ⁿd                                                                           |                                                                                  | *k *kʷ                                                                           | *ʔ                                                                               |
| Fricativas                                                                       |                                                                                  | *v                                                                               | *θ                                                                               |                                                                                  | *j                                                                               |                                                                                  |                                                                                  | *h                                                                               |
| Nasales                                                                          | *m                                                                               |                                                                                  | *n                                                                               | *n                                                                               | *n                                                                               | *ɲ                                                                               |                                                                                  |                                                                                  |
| Laterales                                                                        |                                                                                  |                                                                                  | *l                                                                               | *l                                                                               | *l                                                                               |                                                                                  |                                                                                  |                                                                                  |

La reconstrucción de Longacre fue posteriormente revisada por Kathryn Josserand. Desde su punto de vista, en esta reconstrucción y el establecimiento de relaciones filogenéticas entre el protootomangue y el protomixteco hay algunas inconsistencias. En primera instancia, pone en tela de juicio la existencia de las consonantes /*θ/, /*ʔ/, /*h/, /*m/ y /*ɲ/ en el protomixteco. En el caso de la consonante fricativa /*θ/ señala que este fonema debe ser considerado como derivado de otros, particularmente **/s/ en protootomangue, pues todas las protolenguas derivadas de esta consistentemente presentan la fricativa alveolar sorda, y no la interdental que propusieron Mak y Longacre en su momento. Por otra parte, Josserand también consideró que la oclusión glotal no podía ser considerada como un fonema independiente, pues se opone a las fonotácticas de las lenguas mixtecas donde no existen sílabas cerradas. Así, consideró la glotalización como un rasgo de las vocales y, en consecuencia, al no haber un punto de articulación glotal en el protomixteco, sería improbable también que hubiera existido el protofonema *h propuesto por Mak y Longacre, que sustituyó en su reconstrucción por el fonema *x. Finalmente, *m y *ɲ fueron entendidos como derivados de *w y *j en asociación a vocales nasales en protomixteco.
| Reconstrucción del sistema de consonantes del protomixteco Bradley y Josserand (1983) | Reconstrucción del sistema de consonantes del protomixteco Bradley y Josserand (1983) | Reconstrucción del sistema de consonantes del protomixteco Bradley y Josserand (1983) | Reconstrucción del sistema de consonantes del protomixteco Bradley y Josserand (1983) | Reconstrucción del sistema de consonantes del protomixteco Bradley y Josserand (1983) | Reconstrucción del sistema de consonantes del protomixteco Bradley y Josserand (1983) | Reconstrucción del sistema de consonantes del protomixteco Bradley y Josserand (1983) | Reconstrucción del sistema de consonantes del protomixteco Bradley y Josserand (1983) | Reconstrucción del sistema de consonantes del protomixteco Bradley y Josserand (1983) | Reconstrucción del sistema de consonantes del protomixteco Bradley y Josserand (1983) | Reconstrucción del sistema de consonantes del protomixteco Bradley y Josserand (1983) | Reconstrucción del sistema de consonantes del protomixteco Bradley y Josserand (1983) | Reconstrucción del sistema de consonantes del protomixteco Bradley y Josserand (1983) |
|                                                                                       | Bilabial                                                                              | Bilabial                                                                              | Alveolar                                                                              | Alveolar                                                                              | Palatal                                                                               | Palatal                                                                               | Velar                                                                                 | Velar                                                                                 | Labio- Velar                                                                          | Labio- Velar                                                                          | Glotal                                                                                | Glotal                                                                                |
| ------------------------------------------------------------------------------------- | ------------------------------------------------------------------------------------- | ------------------------------------------------------------------------------------- | ------------------------------------------------------------------------------------- | ------------------------------------------------------------------------------------- | ------------------------------------------------------------------------------------- | ------------------------------------------------------------------------------------- | ------------------------------------------------------------------------------------- | ------------------------------------------------------------------------------------- | ------------------------------------------------------------------------------------- | ------------------------------------------------------------------------------------- | ------------------------------------------------------------------------------------- | ------------------------------------------------------------------------------------- |
| Nasal                                                                                 |                                                                                       |                                                                                       | *n                                                                                    | *nd                                                                                   |                                                                                       |                                                                                       |                                                                                       |                                                                                       |                                                                                       |                                                                                       |                                                                                       |                                                                                       |
| Oclusiva                                                                              |                                                                                       |                                                                                       | *t                                                                                    | *t                                                                                    |                                                                                       |                                                                                       | *k                                                                                    | *k                                                                                    | *kʷ                                                                                   | *kʷ                                                                                   |                                                                                       |                                                                                       |
| Fricativa                                                                             |                                                                                       |                                                                                       | *s                                                                                    | *s                                                                                    |                                                                                       |                                                                                       | *x                                                                                    | *x                                                                                    |                                                                                       |                                                                                       |                                                                                       |                                                                                       |
| Aproximante                                                                           |                                                                                       |                                                                                       | *l                                                                                    | *l                                                                                    | *j                                                                                    | *j                                                                                    |                                                                                       |                                                                                       | *w                                                                                    | *w                                                                                    |                                                                                       |                                                                                       |

Al caracterizar la glotalización en las lenguas mixtecas como rasgo vocálico y no como consonante independiente, Bradley y Josserand definieron un repertorio vocálico más amplio que Mak y Longacre. Por otro lado, si bien estos dos últimos expertos vacilaron al reconocer la existencia de *e en el protomixteco, Bradley y Josserand concluyeron que este fonema sí se encontraba presente en la protolengua, y que, aún más, algunas de las reconstrucciones de *a y *o en el trabajo de Mak y Longacre debían ser reinterpretadas como desarrollos de *e. Así, el repertorio de vocales en protomixteco realizado por Bradley y Josserand comprende 24 vocales, distinguiendo vocales orales, nasales, orales glotalizadas y nasales glotalizadas.
| Reconstrucción del sistema vocálico del protomixteco Bradley y Josserand (1983) | Reconstrucción del sistema vocálico del protomixteco Bradley y Josserand (1983) | Reconstrucción del sistema vocálico del protomixteco Bradley y Josserand (1983) | Reconstrucción del sistema vocálico del protomixteco Bradley y Josserand (1983) | Reconstrucción del sistema vocálico del protomixteco Bradley y Josserand (1983) | Reconstrucción del sistema vocálico del protomixteco Bradley y Josserand (1983) | Reconstrucción del sistema vocálico del protomixteco Bradley y Josserand (1983) | Reconstrucción del sistema vocálico del protomixteco Bradley y Josserand (1983) | Reconstrucción del sistema vocálico del protomixteco Bradley y Josserand (1983) | Reconstrucción del sistema vocálico del protomixteco Bradley y Josserand (1983) | Reconstrucción del sistema vocálico del protomixteco Bradley y Josserand (1983) | Reconstrucción del sistema vocálico del protomixteco Bradley y Josserand (1983) | Reconstrucción del sistema vocálico del protomixteco Bradley y Josserand (1983) |
|                                                                                 | Anteriores                                                                      | Anteriores                                                                      | Anteriores                                                                      | Anteriores                                                                      | Centrales                                                                       | Centrales                                                                       | Centrales                                                                       | Centrales                                                                       | Posteriores                                                                     | Posteriores                                                                     | Posteriores                                                                     | Posteriores                                                                     |
| oral                                                                            | nasal                                                                           | glotal                                                                          | glotal nasal                                                                    | oral                                                                            | nasal                                                                           | glotal                                                                          | glotal nasal                                                                    | oral                                                                            | nasal                                                                           | glotal                                                                          | glotal nasal                                                                    |                                                                                 |
| ------------------------------------------------------------------------------- | ------------------------------------------------------------------------------- | ------------------------------------------------------------------------------- | ------------------------------------------------------------------------------- | ------------------------------------------------------------------------------- | ------------------------------------------------------------------------------- | ------------------------------------------------------------------------------- | ------------------------------------------------------------------------------- | ------------------------------------------------------------------------------- | ------------------------------------------------------------------------------- | ------------------------------------------------------------------------------- | ------------------------------------------------------------------------------- | ------------------------------------------------------------------------------- |
| Cerradas                                                                        | *i                                                                              | *ĩ                                                                              | *iˀ                                                                             | *ĩˀ                                                                             | *ɨ                                                                              | *ɨ̃                                                                              | *ɨˀ                                                                             | *ɨ̃ˀ                                                                             | *u                                                                              | *ũ                                                                              | *uˀ                                                                             | *ũˀ                                                                             |
| Medias                                                                          | *e                                                                              | *ẽ                                                                              | *eˀ                                                                             | *ẽˀ                                                                             |                                                                                 |                                                                                 |                                                                                 |                                                                                 | *o                                                                              | *õ                                                                              | *oˀ                                                                             | *õˀ                                                                             |
| Abiertas                                                                        |                                                                                 |                                                                                 |                                                                                 |                                                                                 | *a                                                                              | *ã                                                                              | *aˀ                                                                             | *ãˀ                                                                             |                                                                                 |                                                                                 |                                                                                 |                                                                                 |

## Fonología
La lengua mixteca es la más hablada de las lenguas mixtecanas, de la familia otomangue. En realidad se trata de un complejo de dialectos y lenguas regionales que en muchos casos son ininteligibles entre sí. Esta situación ha existido por varios siglos. Algunos de los cronistas de la conquista y posteriores indicaron que las variedades del mixteco pasaban de la docena. En la actualidad, el gobierno de México reconoce más de 60 lenguas mixtecas repartidas en diferentes nichos geográficos.
Los esfuerzos por estandarizar la escritura y el léxico de los mixtecos, llevados a cabo por la Academia de la Lengua Mixteca no han rendido frutos suficientes.

### Fonemas de las lenguas mixtecas
Los fonemas característicos de las lenguas mixtecas son ligeramente diferentes de los que se emplean en español. Los lingüistas discuten si algunos de los sonidos de la lengua mixteca son un fonema o dobles articulaciones, como el caso de /ʦ/, /ⁿd/, /jn/ y muchos otros. Abajo se presenta una tabla con los fonemas que son más o menos compartidos por todas las variedades del mixteco.
| Consonantes de las lenguas mixtecas                                                                                            |          |          |             |             |          |          |         |         |       |        |        |        |
| | Bilabial | Bilabial | Labiodental | Labiodental | Alveolar | Alveolar | Palatal | Palatal | Velar | Velar  | Glotal | Glotal |
| | sordo    | sonoro   | sordo       | sonoro      | sordo    | sonoro   | sordo   | sonoro  | sordo | sonoro | sordo  | sonoro |
| Oclusivo | p        | b¹       |             |             | t        | d        |         |         | k     | ɡ      | ʔ      |        |
| Fricativo |          |          | f²          | v           | s        |          | ç       | ʝ       | x     |        |        |        |
| Africada |          |          |             |             | ʦ        |          | tç      |         |       |        |        |        |
| Nasal |          | m        |             |             |          | n        |         | ɲ       |       | ŋ      |        |        |
| Lateral |          |          |             |             |          |          |         | l       |       |        |        |        |
| Vibrante |          |          |             |             |          | ɾ, r     |         |         |       |        |        |        |
| ¹ Solo se emplea en préstamos del español ² Solo se emplea en préstamos del español y en la variedad de la Montaña de Guerrero |          |          |             |             |          |          |         |         |       |        |        |        |

| Vocales de las lenguas mixtecas |          |          |         |         |           |           |
|                                 | Anterior | Anterior | Central | Central | Posterior | Posterior |
|                                 | oral     | nasal    | oral    | nasal   | oral      | nasal     |
| Altas                           | i        | ĩ        | ɨ       | ĩ       | u         | ũ         |
| Medias                          | e        | ẽ        |         |         | o         | õ         |
| Bajas                           |          |          | a       | ã       |           |           |

### Tonos
Una de las características más particulares del mixteco es el valor significativo de los tonos. Tal característica la comparte con el idioma zapoteco, su pariente oriental de los valles de Oaxaca. Solo algunas lenguas otomangues de México y las na-dené de la costa del Pacífico norte distinguen, en América del Norte, los tonos en el habla. El mixteco distingue tres tonos diferentes: alto, medio y bajo. Cuando decimos que es significativo, decimos que una diferencia tonal entre dos palabras puede cambiar el sentido de las mismas. Por ejemplo:
Kuu [ku1u2]= ser
Kuu [ku2u1]= morir
Los tonos en mixteco son representados por diacríticos. El acento agudo del español representa el tono más alto. El tono bajo se representa subrayando la vocal de la sílaba. El tono medio no se representa.

### Nasalización
La nasalización de las vocales puede ser significativa o no, dependiendo de la palabra. Todas las vocales pueden ser nasalizadas, llegando a constituir esto un valor que cambia el significado de las palabras. Generalmente, las vocales nasalizadas van al final de las palabras. En este caso, cuando hay más de una vocal en la palabra, los hablantes de mixteco tienden a nasalizar las vocales anteriores por nasalización regresiva. Las vocales que anteceden a los fonemas nasales (m, n, ñ, ng) suelen adquirir carácter nasal por progresión.

## Escritura

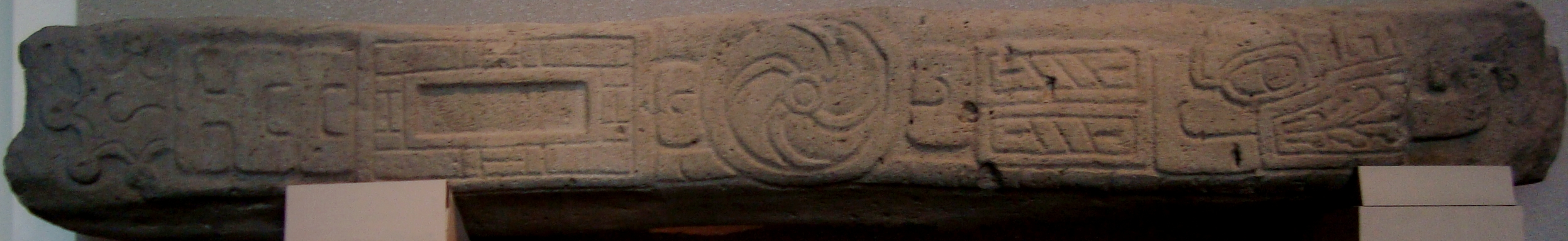
Las primeras muestras de la escritura mixteca proceden de la región Ñuiñe. Dintel de Cerro de las Minas, período Clásico. Colección del MNA.

En la actualidad el alfabeto empleado para la escritura de la lengua mixteca es el latino, aunque con algunas diferencias respecto al que se emplea en español. Cabe recordar que varios pueblos mesoamericanos desarrollaron sistemas de escritura propios. Los mixtecos contaron con un sistema de escritura pictográfico, aunque también poseía algunos símbolos complejos para conceptos abstractos como los numerales, el signo de año y otros similares. El origen de la escritura mixteca está ligado al surgimiento de los primeros centros urbanos de la Mixteca Alta al final del Preclásico: Huamelulpan y Yucuita. La escritura mixteca se vio altamente influenciada por la que empleaban los zapotecos en los valles centrales de Oaxaca. Muchas muestras de escritura mixteca durante esa etapa se encuentran en estelas y otras obras de arte procedentes de la Mixteca Baja, donde floreció la cultura ñuiñe.

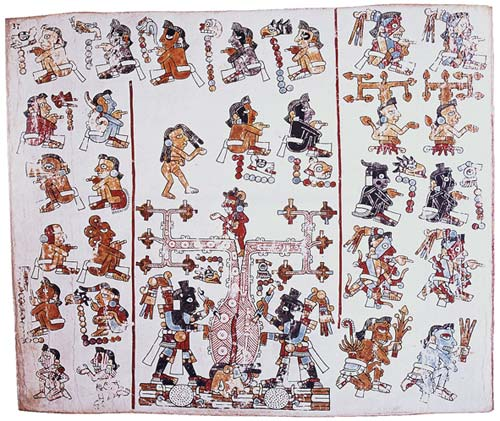
Ejemplo de la escritura mixteca en la época precolombina. Lámina 37 del Códice Yuta Tnoho, en que narra el mito del origen mítico de los mixtecos.

La tradición de la escritura mixteca del Posclásico comenzó alredero del año 1000 y perduró hasta el siglo XVI. Se comenzó a desarrollar en la región de Oaxaca y Puebla e influyó en las tradiciones de escritura de toda Mesoamérica, notablemente en el sistema de escritura mexica. La escritura estaba presente en toda clase de objetos de lujo, desde la talla en hueso hasta la orfebrería. Sin embargo, entre las numerosas muestras de escritura mixteca precolombina que han llegado hasta el presente, destacan los códices. Estos eran objetos muy apreciados por el pueblo mixteco, sin embargo, al sobrevenir la Conquista de La Mixteca, muchos de esos códices fueron destruidos por considerarse objetos que contravenían la fe cristiana. Los códices Yuta Tnoho, Tonindeye, Añute y Ndisi Nuu se conservan fuera de México. Un códice más de la época precolombina subsiste en dos fragmentos, es el Códice Iya Nacuáa: el fragmento Becker se encuentra en el Museo de Etnología de Viena (Austria), y el fragmento Colombino reposa en la Biblioteca del Museo Nacional de Antropología (Ciudad de México).

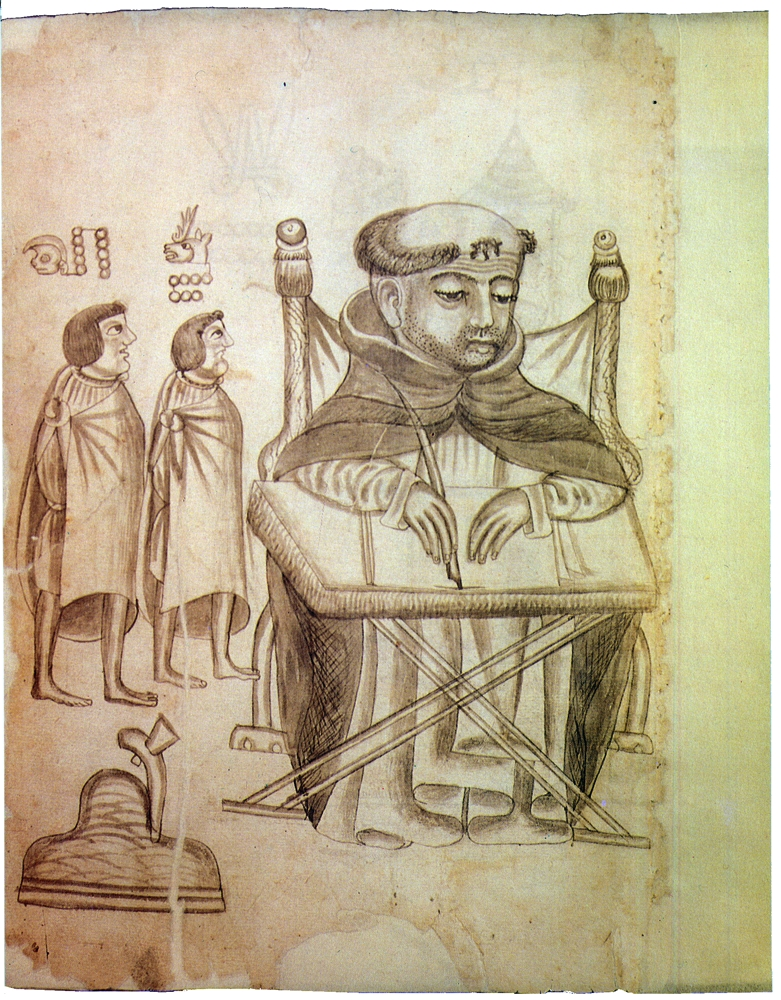
Después de la Conquista, en La Mixteca se siguió empleando la escritura precolombina en los documentos escritos. Códice de Yanhuitlán, lam. 19.

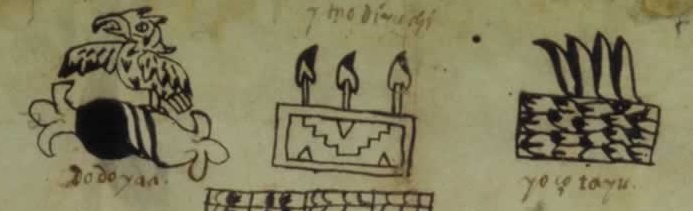
Detalle del códice Mixteco Postcortesiano No. 36, procedente de la región de San Pedro Atoyac, en la Mixteca Baja de Oaxaca. Fue realizado en el, momento en el que se comenzaron a escribir los primeros textos en mixteco haciendo uso del alfabeto latino. Se observan tres glosas sobre glifos toponímicos: Dodoyaa ('Peña de las Águilas'), Itnodiyuchi ('Cuesta de los Cuchillos') y Yoçotayu ('Llano del Ixtle').

Los misioneros que emprendieron la evangelización de la Mixteca se propusieron aprender la lengua de los nativos, y produjeron varias artes de la lengua mixteca, similares a la Gramática de Nebrija. Desde aquellos tiempos se intentó transcribir al alfabeto latino el idioma dzaha dzavui, y esa norma se conservó más o menos hasta la década de 1990, cuando la Academia de la Lengua Mixteca adoptó una norma diferente para la representación gráfica de los fonemas. Esta norma presenta algunas diferencias con la empleada por los misioneros y el Instituto Lingüístico de Verano en sus trabajos de la década de 1970:
- La oclusiva glotal, o (según el análisis) el rasgo distintivo de una vocal glotalizada) era representado por la grafía "h" en los escritos antiguos y algunos otros alfabetos. La Academia emplea el apóstrofo (en realidad, generalmente una barra vertical superior o algo similar) '. Por ejemplo: vehe versus ve'e 'casa'.
- La vocal central cerrada fue representada por los misioneros como y. El ILV y la Academia la representan con ɨ. Por ejemplo: ýyn versus ɨɨn = 'uno'.
- Los tonos no aparecen en los escritos de los misioneros. El ILV los representa en varios trabajos (generalmente con acento agudo para tono alto y macrón para tono medio, dejando tono bajo (muy común) sin diacrítico. La norma adoptada por la Academia representa el tono bajo subrayando las vocales. Por ejemplo, cuu versus ku̱u = 'ser'.
- En el ejemplo anterior también se puede observar que el fonema /k/ era representado de acuerdo con la ortografía española (con "c" y "qu") en alfabetos propuestos según las políticas de gobiernos anteriores. La Academia propone adoptar la única grafía "k".

### Ndusu tu'un savi: alfabeto mixteco
Las investigaciones del Instituto Lingüístico de Verano en diversas variedades del mixteco fueron un antecedente muy importante para el desarrollo de la escritura de las lenguas mixtecas en la época reciente. Sin embargo, tal como ha ocurrido con otras lenguas indígenas en México, el mixteco no ha desarrollado un tradición de escritura contemporánea tan fuerte, ni había demasiado interés en la comunidad hablante para escribir la lengua, debido a la situación de diglosia y a la gran variación entre las hablas mixtecas.
En 1997 se fundó la Ve'e Tu'un Savi (Academia de la Lengua Mixteca), una asociación civil que tiene como propósito la promoción y conservación de la lengua mixteca. Gracias al trabajo de este cuerpo, en el que participan hablantes de diversas variedades mixtecas, en 2007 se propuso la creación de un alfabeto que pueda ser empleado por los hablantes de todas las lenguas mixtecas. En los textos de algunos miembros de este colectivo se explica que la lengua mixteca es una sola, aunque con un alto grado de diversidad dialectal. Por esta razón es necesario unificar la grafía para favorecer el entendimiento de los hablantes a través de medios como la internet, donde la escritura es una forma de comunicación muy importante. La unificación de la escritura no implicaría la unificación del habla.
Ndusu tu'un savi es el alfabeto propuesto para que se emplee en la escritura de todas las variedades del mixteco. Contiene todas las grafías que corresponden al total de fonemas que se presentan en las lenguas mixtecas. Esto significa que algunas letras podrían no ser empleadas en la escritura de ciertas variedades, pues ninguna de las lenguas mixtecas agota todo el repertorio fonológico descrito por el alfabeto mixteco. El alfabeto está compuesto por 8 vocales y 18 consonantes: <a, d, e, f, g, i, ɨ, j, k, l, m, n, ñ, o, ö, p, r, s, t, u, ü, v, w, x, y>.
| Vocales                               | Vocales | Vocales | Vocales    | Vocales | Vocales     | Vocales     | Vocales           | Vocales |
|                                       |         | Oral    | Oral larga | Nasal   | Nasal larga | Glotalizada | Nasal glotalizada |         |
| Vocal abierta anterior no redondeada  | Grafía  | a       | aa         | an      | aan         | a'          | an'               |         |
| ------------------------------------- | ------- | ------- | ---------- | ------- | ----------- | ----------- | ----------------- | ------- |
| Vocal abierta anterior no redondeada  | Fonema  | /a/     | /aː/       | /ã/     | /ãː/        | /aˀ/        | /ãˀ/              |         |
| Vocal media anterior no redondeada    | Grafía  | e       | ee         | en      | een         | e'          | en'               |         |
| Vocal media anterior no redondeada    | Fonema  | /e/     | /eː/       | /ẽ/     | /ẽ:/        | /eˀ/        | /ẽˀ/              |         |
| Vocal cerrada anterior no redondeada  | Grafía  | i       | ii         | in      | iin         | i'          | in'               |         |
| Vocal cerrada anterior no redondeada  | Fonema  | /i/     | /iː/       | /ĩ/     | /ĩː/        | /iˀ/        | /ĩˀ/              |         |
| Vocal cerrada central no redondeada   | Grafía  | ɨ       | ɨɨ         | ɨn      | ɨɨn         | ɨ'          |                   |         |
| Vocal cerrada central no redondeada   | Fonema  | /ɨ/     | /ɨː/       | /ɨ̃/     | /ɨ̃:/        | /ɨˀ/        |                   |         |
| Vocal media posterior redondeada      | Grafía  | o       | oo         | on      | oon         | o'          | on'               |         |
| Vocal media posterior redondeada      | Fonema  | /o/     | /oː/       | /õ/     | /õ:/        | /oˀ/        | /õˀ/              |         |
| Vocal semicerrada anterior redondeada | Grafía  | ö       | öö         | ön      | öön         | ö'          |                   |         |
| Vocal semicerrada anterior redondeada | Fonema  | /ø/     | /øː/       | /ø̃/     | /ø̃:/        | /øˀ/        |                   |         |
| Vocal semicerrada anterior redondeada | Grafía  | u       | uu         | un      | uun         | u'          | un'               |         |
| Vocal semicerrada anterior redondeada | Fonema  | /u/     | /uː/       | /ũ/     | /ũ:/        | /uˀ/        | /ũˀ/              |         |
| Vocal semicerrada anterior redondeada | Grafía  | ü       | üü         | ün      | üün         | ü'          |                   |         |
| Vocal semicerrada anterior redondeada | Fonema  | /y/     | /yː/       | /ỹ/     | /ỹ:/        | /yˀ/        |                   |         |

En las lenguas mixtecas, la glotalización, nasalización y cantidad vocálica son rasgos que pueden modificar el sentido de las palabras. En el caso de las vocales, se emplea <'> para las vocales glotales, <n> después de vocal para la nasalización y doble vocal para indicar cantidad vocálica. Como lenguas tonales, la escritura mixteca incorpora dos diacríticos para distinguir estas características: <´> para el tono alto, <`> para el tono bajo; en contraste, el tono medio carece de representación gráfica.
Como se dijo arriba, Ndusu Tu'un Savi tiene 18 grafías para consonantes, pero también existen 18 dígrafos que representan fonemas nasales, africados, prenasalizados y combinaciones de fonemas.
| Consonantes | Consonantes | Consonantes | Consonantes | Consonantes | Consonantes | Consonantes | Consonantes | Consonantes |
| Fonema      | Consonante  | Grafía      | Fonema      | Consonante  | Grafía      | Fonema      | Consonante  | Grafía      |
| ----------- | ----------- | ----------- | ----------- | ----------- | ----------- | ----------- | ----------- | ----------- |
| ð           | D, d        | dá          | f           | F, f        | fá          | g           | G, g        | gá          |
| x           | J, j        | 'já         | k           | K, k        | ká          | l           | L, l        | lá          |
| m           | M, m        | má          | n           | N, n        | ná          | ɲ           | Ñ, ñ        | ñá          |
| p           | P, p        | pá          | ɾ           | R, r        | rá          | s           | S, s        | sá          |
| t           | T, t        | tá          | β v         | V, v        | vá          | w           | W, w        | wá          |
| ʃ           | X, x        | xá          | ʝ ʒ         | Y, y        | yá          |             |             |             |

## Gramática y sintaxis

### Sustantivos
El sustantivo es una palabra que sirve para designar personas, animales, cosas inanimadas o ideas abstractas. En mixteco, los sustantivos que refieren a estas últimas son muy pocos, en los casos en que no existe un sustantivo, se emplean construcciones verbales. Cuando un sustantivo va sucedido en la oración por otro sustantivo, el primero funciona como núcleo del sintagma, en tanto que el segundo se convierte en modificador. Muchas de estas construcciones indican que el modificador es poseedor del núcleo.
| Sustantivo como modificador    | Modificador en posesión de núcleo del sintagma               |
| Ndu̱yu ka̱a [estaca metal] Clavo | Ina te̱e yúkuan [Perro hombre aquél] El perro de aquel hombre |

El número básico de los sustantivos mixtecos es el singular. La pluralización puede determinarse por ciertos recursos gramaticales y léxicos. Por ejemplo, el número de un sustantivo puede quedar sobreentendido, si en la oración se emplea un pronombre plural (solo primera persona inclusiva), o por ciertos afijos que modifican el significado de la oración, aunque están asociados al verbo. Estos afijos son -koo y -ngoo (sufijos) y ka- (prefijo). Un tercer recurso para pluralizar el sustantivo es el uso de la palabra jijná'an, que no tiene significado traducible en español, y puede preceder o suceder a los verbos, pronombres o nombres.
- Pluralización dada por la presencia del pronombre de primera persona plural inclusiva

Te máá yó-kúu ñayuu yúku ndé lugar yá'a.
[y mismo nosotros-soy persona vivimos hasta lugar éste]
Nosotros somos quienes vivimos este lugar.
- Pluralización con afijos

| Prefijo ka-, antes del verbo                                                  | Sufijo -koo después del verbo                                         |
| Te sukúan kándo'o ñayuu. [Y así plural-sufre persona] Así sufren las personas | Te ni-kekoo te̱e ún [Y pretérito-llegó hombre él] Llegaron los hombres |

### Numerales
El sistema de numeración en mixteco tiene base vigesimal. En la mayoría de las hablas mixtecas, los números del uno al diez tienen una forma simple. A partir de ahí se van formando mediante la adición de unidades a decenas hasta el veinte, con excepción del numeral quince, que es denominado con un término distintivo. Los números siguientes se van formando por múltiplos de veinte o por la adición a éstos de decenas y quincenas. En algunas comunidades —como Xochapa (Guerrero)— las personas usan los numerales mixtecos para contar hasta diez; en cantidades superiores a la decena a veces sustituyen los numerales nativos por los equivalentes en español.
| Numerales en lenguas mixtecas | Numerales en lenguas mixtecas | Numerales en lenguas mixtecas | Numerales en lenguas mixtecas | Numerales en lenguas mixtecas | Numerales en lenguas mixtecas | Numerales en lenguas mixtecas | Numerales en lenguas mixtecas | Numerales en lenguas mixtecas |
| Español                       | Protomixteco                  | Xochapa                       | Yosondúa                      | Nuù Ndéyá                     | Peñasco                       | Atlatlahuca                   | Frontera Pue-Oax              | Chayuco                       |
| ----------------------------- | ----------------------------- | ----------------------------- | ----------------------------- | ----------------------------- | ----------------------------- | ----------------------------- | ----------------------------- | ----------------------------- |
| uno                           | /*ɨ́ɨ̨́/                         | iin                           | ɨɨn                           | ɨɨn                           | in                            | ɨɨn                           | iin                           | ɨɨn                           |
| dos                           | /*ùwì/                        | uvi                           | uu                            | uù                            | uu                            | uu                            | uì                            | uu                            |
| tres                          | /*oni/                        | uni                           | uni                           | unì                           | uni                           | uni                           | unì                           | uñi                           |
| cuatro                        | /*kɨ̀wį̀ʔ/                      | kumí                          | kuun                          | kuùn                          | kuun                          | kuun                          | cumì                          | cumi                          |
| cinco                         | /òʔǫ̀/                         | u'un                          | u'un                          | uhùn                          | u'un                          | u'un                          | uhùn                          | ohon                          |
| seis                          | /*iyǫ/                        | iñu                           | iñu                           | iñù                           | iñu                           | iñu                           | iñù                           | iñu                           |
| siete                         | /*uxe/                        | uxa                           | uxia                          | uxà                           | uja                           | uxa                           | usa                           | usa                           |
| ocho                          | /*unè/                        | una                           | una                           | unà                           | una                           | una                           | una                           | uña                           |
| nueve                         | /*ɨ̀ɨ̨̀/                         | iin                           | ɨɨn                           | ɨìn                           | iin                           | ɨɨn                           | íín                           | ɨɨn                           |
| diez                          | /*uxi/                        | uxi                           | uxi                           | uxì                           | uxi                           | uxi                           | uxìn                          | usi                           |
| once                          |                               | uxi iin                       |                               | uxì ɨɨn                       | uxi in                        |                               | ùxìn iin                      | usi ɨɨn                       |
| doce                          |                               | uxi uvi                       |                               | uxì uì                        | uxi uu                        |                               | ùxìn ùì                       | usi uu                        |
| quince                        | /*xeʔų/                       | xa'un                         |                               | xahùn                         | ja'un                         |                               | sahùn                         | sahun                         |
| veinte                        | /*oko/                        | oko                           |                               | okò                           | oko                           | oko                           | ocò                           | oco                           |
| treinta                       | /*oko uxi/                    | oko uxi                       |                               | okò uxì                       | oko uxi                       |                               | oco uxìn                      | oco usi                       |
| cuarenta                      |                               | uvi xiko                      |                               | uù xiko                       | uu xiko                       |                               | uì dicò                       | uu xico                       |
| sesenta                       |                               | uni xiko                      |                               | unì xiko                      | uni xiko                      |                               | unì dicò                      | uñi xico                      |
| ochenta                       |                               |                               |                               | kuùn xiko                     |                               |                               | cumì dicò                     | cumi xico                     |
| cien                          |                               | cien                          |                               | sientu                        | ciento                        |                               | cientu                        | ziendu                        |

### Pronombres
Los pronombres son una clase de morfemas que en las lenguas mixtecas resultan particularmente interesantes por la diversidad interna de los sistemas pronominales, pero también por las diversas funciones que desempeñan en el habla. En lo general, se puede decir que los diversos sistemas comparten la presencia de un pronombre específico para la primera persona plural inclusiva, que no tiene un análogo exacto en español. También comparten la convivencia de dos formas para los pronombres de primera y segunda persona: una sustantiva y otra clítica. Además, todos poseen un gran número de pronombres para la tercera persona, en la cual no se suele diferenciar el número, salvo en algunas hablas que emplean una partícula especial para hacerlo.
Salvo estos rasgos compartidos, los sistemas pronominales de las lenguas mixtecas son muy diversos, lo mismo que las funciones que las formas pronominales desempeñan en el habla. Esto vale especialmente para los pronombres dependientes de primera y segunda persona y para los pronombres de tercera persona. No parece existir consenso en las fuentes sobre el tratamiento que deben recibir estas partículas en los estudios gramaticales de las lenguas mixtecas, por eso varía su tratamiento de un autor a otro. Por ejemplo, Pérez Jiménez considera que los pronombres dependientes constituyen sufijos. En cambio, Erickson de Hollenbach señala que...

Se ha sugerido llamar a estos pronombres “marcadores de personas”, pero es muy importante reconocer que no son como los sufijos del español. Estos sufijos siempre se presentan en los verbos para indicar el sujeto sea que haya un sustantivo o frase nominal para expresar el sujeto o no. En cambio, los pronombres dependientes del mixteco se presentan solamente cuando no hay un sustantivo o frase nominal para expresar el sujeto, complemento o poseedor.

#### Pronombres de primera y segunda persona
La variabilidad de los pronombres de primera y segunda persona en las lenguas mixtecas es un criterio que permite agruparlas en tres tipos. El primer tipo es aquel que posee pronombres honoríficos para primera y segunda personas, pero no posee distinción entre singular y plural en ambos casos. Estos sistemas se encuentran sobre todo en las hablas de la Mixteca Alta. El segundo tipo de sistema pronominal es el representado por las variedades que diferencian el número singular y plural en los pronombres de la primera y segunda persona. Este sistema se encuentra principalmente en las variedades de la Costa oaxaqueña y la Montaña de Guerrero. Finalmente, el tercer tipo es constituido por los sistemas que poseen características de los dos anteriores: poseen honoríficos para la segunda persona y distinguen el número gramatical en los pronombres de la primera y segunda persona. Este tipo se encuentra en unas pocas variedades del norte de la Mixteca Baja.

##### Sistemas pronominales basados en el respeto
Como se ha dicho, estos sistemas pronominales se caracterizan por contar con pronombres que se usan para hablar con personas a las que socialmente se les reconoce una posición de prestigio o dignidad particular. Se encuentran principalmente en las hablas de la región de la Mixteca Alta, por ejemplo, en el mixteco central -hablado en las comunidades de Magdalena Peñasco-, Santa María Yosoyúa, San Miguel el Grande, Santa Lucía Monteverde y Santiago Yosondúa.
| Ejemplos de sistemas pronominales mixtecos con honoríficos                                                        | Ejemplos de sistemas pronominales mixtecos con honoríficos | Ejemplos de sistemas pronominales mixtecos con honoríficos | Ejemplos de sistemas pronominales mixtecos con honoríficos | Ejemplos de sistemas pronominales mixtecos con honoríficos | Ejemplos de sistemas pronominales mixtecos con honoríficos | Ejemplos de sistemas pronominales mixtecos con honoríficos | Ejemplos de sistemas pronominales mixtecos con honoríficos |
| Variedad lingüística                                                                                              | Comunidad                                                  | Forma                                                      | 1a F Exc.                                                  | 1a H Exc.                                                  | 1a P Inc.                                                  | 2a F                                                       | 2a H                                                       |
| --- | ---------------------------------------------------------- | ---------------------------------------------------------- | ---------------------------------------------------------- | ---------------------------------------------------------- | ---------------------------------------------------------- | ---------------------------------------------------------- | ---------------------------------------------------------- |
| Mixteco clásico Dzaha dzavui                                                                                      | Achiutla (siglo XVI)                                       |                                                            | ndi                                                        | sa                                                         | yo                                                         | ndo                                                        | ni                                                         |
| Mixteco clásico Dzaha dzavui                                                                                      | Teposcolula (siglo XVI)                                    |                                                            | ndi                                                        | da                                                         | ndoo                                                       | ndo                                                        | ni                                                         |
| Mixteco central Tu'un savi                                                                                        | San Miguel Achiutla                                        | Independiente                                              |                                                            |                                                            |                                                            |                                                            |                                                            |
| Mixteco central Tu'un savi                                                                                        | San Miguel Achiutla                                        | Dependiente                                                | ndi                                                        | sa                                                         | yo                                                         | ndo                                                        | ni                                                         |
| Mixteco central Tu'un savi                                                                                        | Magdalena Peñasco                                          | Independiente                                              | ru'u                                                       | saña                                                       | yo'o                                                       | ro'o                                                       | ndijin                                                     |
| Mixteco central Tu'un savi                                                                                        | Magdalena Peñasco                                          | Dependiente                                                | ri                                                         | sa                                                         | o                                                          | ro                                                         | ni                                                         |
| Mixteco del sur bajo Sahìn saù                                                                                    | Chalcatongo de Hidalgo                                     | Independiente                                              | rùhù                                                       | naha                                                       | yohó                                                       | rohó                                                       | níhí                                                       |
| Mixteco del sur bajo Sahìn saù                                                                                    | Chalcatongo de Hidalgo                                     | Dependiente                                                | rí                                                         | ná                                                         | yó                                                         | ró                                                         | ní                                                         |
| Mixteco del sur bajo Sahìn saù                                                                                    | San Miguel el Grande                                       | Independiente                                              | rúú                                                        | náá                                                        | yóó                                                        | róó                                                        | níí                                                        |
| Mixteco del sur bajo Sahìn saù                                                                                    | San Miguel el Grande                                       | Dependiente                                                | rì                                                         | ná                                                         | yó                                                         | rò                                                         | ní                                                         |
| Mixteco de Santiago Yosondúa                                                                                      | Santiago Yosondúa                                          | Independiente                                              | rú'ú                                                       | sáñá                                                       | yóhó                                                       | róhó                                                       | níhí                                                       |
| Mixteco de Santiago Yosondúa                                                                                      | Santiago Yosondúa                                          | Dependiente                                                | ri                                                         | na                                                         | yó                                                         | ra                                                         | ní                                                         |
| Mixteco de Santa Lucía Monteverde                                                                                 | Santa Lucía Monteverde                                     | Independiente                                              |                                                            |                                                            |                                                            |                                                            |                                                            |
| Mixteco de Santa Lucía Monteverde                                                                                 | Santa Lucía Monteverde                                     | Dependiente                                                | li                                                         | na                                                         | yo                                                         | lo                                                         | ni                                                         |
| GLOSA | GLOSA                                                      | GLOSA                                                      | YO NOSOTROS/NOSOTRAS                                       | YO NOSOTROS/NOSOTRAS                                       | NOSOTROS NOSOTRAS                                          | TÚ USTEDES                                                 | USTED USTEDES                                              |
| Abreviaturas: 1a=primera persona; 2a=segunda persona; F=familiar; H=honorífico; Incl.=inclusivo; Excl.=exclusivo. |                                                            |                                                            |                                                            |                                                            |                                                            |                                                            |                                                            |

Como se observa en el cuadro siguiente, en estos sistemas no se distingue el número de la primera y segunda persona, salvo en el caso del pronombre inclusivo para la primera persona, donde la inclusividad supone necesariamente la existencia de otros que son incluidos en la voz de la primera persona. En el caso de los pronombres familiares y honoríficos de la primera persona exclusiva y segunda persona, es posible emplear un marcador de plural para señalar en el habla que se hace referencia a varios.
En el mixteco central, hablado en Magdalena Peñasco, estos marcadores son las partículas ka y jin antes del verbo, y koo después del verbo, en el caso de los verbos que indican movimiento. En las frases copulativas, los marcadores de plural no suelen emplearse.
| 1) | kua'an | ni    |       |                 |
| 1) | IR     | 2a. H |       | 'VAYA USTED'    |
| 2) | kua'an | koo   | ni    |                 |
| 2) | IR     | PL.   | 2a. H | 'VAYAN USTEDES' |

##### Sistemas pronominales basados en la distinción de número
El segundo tipo de sistemas pronominales que se encuentran en las lenguas mixtecas es el que cuenta con la distinción entre número singular y plural para la primera y segunda persona. Estos sistemas se encuentran en las regiones periféricas de La Mixteca, como La Montaña de Guerrero, la Costa de Oaxaca, el sur de la Mixteca Baja y el nororiente de la Mixteca Alta.
| Variedad lingüística                              | Comunidad             | Forma         | 1.ª sg.      | 1.ª pl. excl.     | 1.ª pl. incl.     | 2.ª sg.      | 2.ª pl.     |
| ------------------------------------------------- | --------------------- | ------------- | ------------ | ----------------- | ----------------- | ------------ | ----------- |
| Mixteco de Ayutla Tu'un savi                      | Ayutla de los Libres  | Independiente | yù'u         | ndù'u             | yòò'              | yò'ó         | ndò'ó       |
| Mixteco de Ayutla Tu'un savi                      | Ayutla de los Libres  | Dependiente   | í            | ndu'              | e'                | un'          | ndo'        |
| Mixteco de Xochapa Tu'un savi                     | Xochapa               | Independiente | yè'è         | ndè'è             | yóó               | yó'ò         | ndó'ò       |
| Mixteco de Xochapa Tu'un savi                     | Xochapa               | Dependiente   | ì            | ndè               | yó                | ún           | ndo         |
| Mixteco del oeste alto Tu'un da'vi                | Silacayoápam          | Independiente | ye'e         | nde'e             | yó                | yó'ó         | ndó'ó       |
| Mixteco del oeste alto Tu'un da'vi                | Silacayoápam          | Dependiente   | i            | ndè               | í                 | ún           | ndó         |
| Tacuate Tu'un va'a                                | Santa María Zacatepec | Independiente | yu'u         | ndyu'u            | yo                | yo'o ñun     | ndyo'o      |
| Tacuate Tu'un va'a                                | Santa María Zacatepec | Dependiente   | i            | ndi               | -o yo             | -un          | ndo         |
| Mixteco de Coatzóspam Tu'un davi                  | San Juan Coatzóspam   | Independiente | xu'ú         | ndí'í             | xo'ò              | xò'on        | ndò'o       |
| Mixteco de Coatzóspam Tu'un davi                  | San Juan Coatzóspam   | Dependiente   | ú (S) kó (O) | ndí (S y O)       | ò (S) kò (O)      | -n (S) o (O) | ndo (S y O) |
| Mixteco de Oaxaca de la costa noroeste Tu'un savi | San Juan Colorado     | Independiente | yu'u         | nyu'u             | yoo               | yoo'o        | nyoo'o      |
| Mixteco de Oaxaca de la costa noroeste Tu'un savi | San Juan Colorado     | Dependiente   | yu           | ndi               | yo                | un kun       | ndo         |
| GLOSA                                             | GLOSA                 | GLOSA         | YO           | NOSOTROS NOSOTRAS | NOSOTROS NOSOTRAS | TÚ USTED     | USTEDES     |

##### Sistemas pronominales mixtos
Algunas variedades de mixteco poseen sistemas pronominales mixtos. Estos comparten rasgos con los otros dos tipos, pues cuentan con pronombres para persona singular y plural, pero también cuentan con pronombres honoríficos. En opinión de Erickson de Hollenbach, estos sistemas pudieron surgir como un corolario de la mayor estratificación e interacción comercial del norte de la Mixteca Baja durante la Colonia. En esa época, la región donde se ubican las variedades con sistemas mixtos constituía parte de la periferia de La Mixteca, pero también formaban parte de la ruta entre Oaxaca y las ciudades de Puebla y México, de modo que cobró una relevancia particular en el comercio. La hipótesis de Hollenbach es que con motivo de esta mayor densidad de las relaciones culturales y comerciales, las variedades del corredor norte de la Mixteca Baja adquirieron como préstamo de las variedades de la Mixteca Alta el pronombre honorífico de segunda persona (ní), pero sin adquirir el homólogo de primera persona (san) y sin perder la distinción de número.
| Ejemplos de sistemas pronominales mixtos en las lenguas mixtecas                                                                            | Ejemplos de sistemas pronominales mixtos en las lenguas mixtecas | Ejemplos de sistemas pronominales mixtos en las lenguas mixtecas | Ejemplos de sistemas pronominales mixtos en las lenguas mixtecas | Ejemplos de sistemas pronominales mixtos en las lenguas mixtecas | Ejemplos de sistemas pronominales mixtos en las lenguas mixtecas | Ejemplos de sistemas pronominales mixtos en las lenguas mixtecas | Ejemplos de sistemas pronominales mixtos en las lenguas mixtecas | Ejemplos de sistemas pronominales mixtos en las lenguas mixtecas | Ejemplos de sistemas pronominales mixtos en las lenguas mixtecas |
| Variedad lingüística | Comunidad                                                        | Forma                                                            | 1a Sg.                                                           | 1a Pl. Excl.                                                     | 1a Pl. Incl.                                                     | 2a Sg. F.                                                        | 2a Pl. F.                                                        | 2a Sg. H.                                                        | 2a Pl. H.                                                        |
| --- | ---------------------------------------------------------------- | ---------------------------------------------------------------- | ---------------------------------------------------------------- | ---------------------------------------------------------------- | ---------------------------------------------------------------- | ---------------------------------------------------------------- | ---------------------------------------------------------------- | ---------------------------------------------------------------- | ---------------------------------------------------------------- |
| Frontera Pue-Oax Da'an davi | San Jerónimo Xayacatlán                                          | Independiente                                                    | míí yu'u                                                         | míí nsiù nsiu'ù                                                  | míí ná ndò'ò                                                     | míí un yó'ó                                                      | míí ndà                                                          | míí ní                                                           | míí nsià                                                         |
| Frontera Pue-Oax Da'an davi | San Jerónimo Xayacatlán                                          | Dependiente                                                      | -i / -in yu                                                      | nsi nsiù                                                         | ná                                                               | -u / -un yo                                                      | ndà                                                              | ní                                                               | nsiá                                                             |
| Oeste alto Tu'un da'vi | San Andrés Yutatío                                               | Independiente                                                    | yu'u                                                             | ndu'u                                                            | yóó                                                              | yó'ó                                                             | ndò'ò                                                            | mií ní                                                           | mií ní                                                           |
| Oeste alto Tu'un da'vi | San Andrés Yutatío                                               | Dependiente                                                      | -i / -in                                                         | ndù                                                              | yo -o / -a -i / -in                                              | -on -in                                                          | ndo                                                              | ní                                                               | ní                                                               |
| GLOSA | GLOSA                                                            | GLOSA                                                            | YO                                                               | NOSOTROS NOSOTRAS                                                | NOSOTROS NOSOTRAS                                                | TÚ USTED                                                         | USTEDES                                                          | USTED                                                            | USTEDES                                                          |
| Abreviaturas: 1a=primera persona; 2a=segunda persona; Sg.=singular; Pl.=plural; Incl.=inclusivo; Excl.=exclusivo; F=familiar; H=honorífico. |                                                                  |                                                                  |                                                                  |                                                                  |                                                                  |                                                                  |                                                                  |                                                                  |                                                                  |

##### Uso de las formas pronominales independientes y dependientes
Los pronombres de primera y segunda persona tienen dos formas: una independiente y otra dependiente.
La forma independiente está compuesta por dos sílabas, aunque hay algunas variedades donde se forma agregando una partícula que en ciertos contextos de habla se traduce como 'mismo'. En el mixteco de la frontera Puebla-Oaxaca, donde algunos pronombres independientes se forman anteponiendo la palabra mii al pronombre dependientes. Por ejemplo: mii ní > 'usted', mii nsiù > 'nosotros' (exclusivo). Las funciones del pronombre independiente varían de un habla mixteca a otra. Por ejemplo, en el mixteco del oeste alto (San Andrés Yutatío, Oaxaca), estos pronombres pueden aparecer en función de complemento circunstancial, objeto directo o indirecto, así como en la topicalización de un enunciado. En el habla de Magdalena Peñasco (Oaxaca), los pronombres independientes aparecen enfatizando un verbo en el modo imperativo, como deícticos, en frases comparativas después de las conjunciones saa o sana > 'que', o siguiendo a conjunciones prestadas del español. En esta variedad lingüística es muy infrecuente que se presenten los pronombres independientes siguiendo al verbo, en función de modificador, que es más propia de las formas dependientes. En cualquier caso, es poco frecuente el uso de los pronombres independientes.
Las formas dependientes de los pronombres de primera y segunda persona en las lenguas mixtecas cumplen numerosas funciones en la sintaxis de los enunciados. En el mixteco de Magdalena Peñasco, los pronombres dependientes suelen indicar el sujeto del verbo, y solo excepcionalmente son empleados como objeto directo en el predicado. Con relación a los sustantivos, los pronombres dependientes indican la posesión. También pueden complementar las preposiciones, y en los sintagmas nominales pueden ir antecedidos por numerales o adjetivos, pero nunca aparecen precediendo esta clase de morfemas. En el habla de San Miguel el Grande, los pronombres dependientes pueden aparecer como sujeto del verbo y como objeto en el predicado, con la excepción del pronombre familiar para primera persona (rì), que no aparece de forma independiente en función de objeto, siendo para esto necesario emplear el pronombre en su forma independiente (ruù).
En algunas variedades de la agrupación lingüística mixteca, los pronombres en su forma clítica o dependiente pueden funcionar como un sufijo, generando conjugación cuando se aplica a los verbos y declinación cuando se asocian a sustantivos. Constituyen estos dos de los pocos casos de flexión que se encuentran en las lenguas mixtecas, que son altamente analíticas. En las variedades de San Jerónimo Xayacatlán, en la frontera Puebla-Oaxaca, y de San Andrés Yutatío, en la Mixteca Baja de Oaxaca, este es el procedimiento estándar en el caso de la primera persona singular y la segunda persona singular familiar. En el tacuate -la lengua mixteca de los habitantes de Santa María Zacatepec, en la Sierra Sur-, este caso se presenta cuando los pronombres clíticos de primera y segunda persona singular se relacionan con palabras que terminan con el patrón VV, VVN, VˀV, o bien, VˀVN. En contraste, en el habla de Magdalena Peñasco, en la Mixteca Alta, constituye un excepción para el caso de los pronombres de primera persona plural inclusiva.
| San Jerónimo Xayacatlán | San Jerónimo Xayacatlán | San Jerónimo Xayacatlán | San Jerónimo Xayacatlán |  | San Andrés Yutatío | San Andrés Yutatío | San Andrés Yutatío | San Andrés Yutatío |
| 1)                      | ndod(o)                 | -i                      | = ndodi                 |  | 5)                 | ko'(on)            | -in                | = ko'in            |
| 1)                      | PECHO                   | 1a S.                   | =MI PECHO               |  | 5)                 | IR (fut)           | 1a S.              | ='YO IRÉ'          |
| 2)                      | kidayuk(un)             | -in                     | = kidayukin             |  | 6)                 | kud(i)             | -òn                | = kudòn            |
| 2)                      | HACER                   | 1a S.                   | = 'YO HAGO'             |  | 6)                 | DORMIR             | 2a S. F            | ='TÚ DUERMES'      |
| 3)                      | vé'(é)                  | -u                      | = vé'u                  |  | 7)                 | ndá'(a)            | -í                 | = ndá'í            |
| 3)                      | CASA                    | 2a S. F.                | = 'TU CASA'             |  | 7)                 | MANO               | 1a S.              | ='MI MANO'         |
| 4)                      | kux(i)                  | -u                      | = kuxu                  |  | 8)                 | ta(ó)              | -on                | = tavón            |
| 4)                      | COMER                   | 2a S. F.                | = 'TÚ COMES'            |  | 8)                 | SACAR              | 2a S. F.           | ='TÚ SACAS'        |

#### Pronombres de tercera persona
| Pronombres personales |           |          |       |            |
| Persona | Tipo      | Completo | Corto | Español    |
| Tercera singular | Único     | Te̱e ¹    | De    | Él         |
| Tercera singular | Único     | Ña'an ¹  | Ña    | Ella       |
| Tercera singular | Único     | Su̱chí ¹  | I     | Muchacho ² |
| Tercera singular | Único     | Yaa̱ ¹    | Ya̱    | Dios       |
| Tercera singular | Único     | Kɨtɨ ¹   | Tɨ    | Animal     |
| Tercera singular | Único     | Ndúcha ¹ | Te    | Agua       |
| 1.ª pl. | Inclusivo | Yó'ó     | Yó    | Nosotros   |
| ¹ Palabras de las que derivan los pronombres de la tercera persona singular. ² Significado de su̱chí, que también sirve para referirse a objetos inanimados. |           |          |       |            |

En lo que respecta a la tercera persona del singular, el mixteco cuenta con seis pronombres que definen si el actor al que refiere el enunciado es un hombre, una mujer, un animal, una cosa inanimada o una persona menor, una entidad sagrada o divina, o agua. Todos son derivados de las palabras que denominan a cada una de esas categorías en la lengua mixteca. Ninguno de estos pronombres tienen equivalente en la lengua española, aunque para efecto de que se comprenda mejor, en la tabla al lado derecho se indica cuál es el equivalente en español de la palabra mixteca de la cual derivan estos pronombres. Los pronombres de la tercera persona pueden jugar el papel de sujetos pronominales o pronombres personales reflexivos en la única forma que poseen.
Salvo el caso de la primera persona del plural, el mixteco carece de pronombres que sean equivalentes a los españoles ustedes o vosotros y ellos. Asimismo, la primera persona de plural tiene dos tratamientos diferentes. Cuando el hablante incluye en la acción enunciada a su interlocutor, emplea la forma completa yó'ó, o bien, la corta yó. En cambio, cuando quiere decir que él y otras personas realizaron una acción en la que el interlocutor no participó, emplea las formas sa̱ñá o ná (formales), o bien, ru'u̱ o ri (informales). Como se observa en la tabla al lado izquierdo, estos pronombres corresponden a la primera persona del número singular (en español: yo).
El hecho de que el mixteco carezca de pronombres equivalentes a las segunda y tercera personas del español, no significa que sea incapaz de referir oraciones que en español ocuparían los pronombres ellos o ustedes, del mismo modo en que la inexistencia de los seis pronombres mixtecos para la tercera persona en español no le impiden a esta lengua referirse a la divinidad, a los hombres, mujeres, animales y al agua. Para suplir esta carencia, los hablantes de mixteco se apoyan en el número del sujeto o del verbo, quedando sobreentendido que son varias las personas implicadas en la realización de la acción indicada por el verbo. Sin embargo, la partícula jíná'an ([³xi³na.².ˈā]), antecedida y sucedida de un pronombre personal indica en mixteco una persona plural.

#### Pronombres demostrativos
El mixteco tiene tres pronombres demostrativos, que indican la ubicación espacial de la cosa a la que se refiere el hablante en un acto de enunciación. Tales pronombres son ya̱'á ([¹ʒaˈ.³a] = ‘este’), jia̱n ([²xi¹ã] = ‘ese’) y yúkuan ([³ʒu.²kuã] = ‘aquel’). Cualquiera de estos tres pronombres pueden ser precedidos por el pronombre relativo jee̱, para enfatizar la intención del enunciado. (Una variante, por lo menos —la de Silacayoapan— tiene una cuarta forma, para referirse a objetos que no se ven.) Además, existe un pronombre especial, que funciona anafóricamente para referirse a lo mencionado con anterioridad en una misma oración. Este es el pronombre maá ([²ma³a]), que aproximadamente puede ser traducido como ‘mismo’.

#### Pronombre relativo
La lengua mixteca solo tiene un pronombre relativo. Este pronombre es jee̱ ([²xe.²e]), que equivale aproximadamente al español ‘que’. Como ocurre con otros pronombres, en mixteco el pronombre relativo cambia su tonalidad, dependiendo del tiempo en el que se exprese la acción del enunciado y de la tonalidad del verbo enunciado.

#### Pronombres interrogativos
El mixteco tiene dos pronombres de esta clase que son na vé ([²na ³ve]= ¿qué?) y nasaa ([²na.²saa]= ¿cuánto?). Estos pronombres no cambian su tonalidad según el tiempo, la persona o la entonación de las palabras que suceden al pronombre en la oración.

### Verbos

#### Tiempos del verbo en mixteco
| Conjugación de los verbos en mixteco |                   |                          |              |
| Futuro                               | Presente          | Pasado                   | Español      |
| stéén [s.³teẽ]                       | stéén [s.³teẽ]    | ni-steén [²ni s.²te³ẽ]   | enseñar      |
| skáji [s.³ka.²xi]                    | skáji [s.³ka.²xi] | ni-skáji [²ni s.³ka.²xi] | dar de comer |
| skɨvɨ [s.³kɨ.²vɨ]                    | skívɨ [s.³kɨ.²vɨ] | ni-skívɨ [²ni s.³kɨ.²vɨ] | meter        |
| stáa̲n [s.³ta¹ã]                      | stáa̲n [s.³ta¹ã]   | ni-stáa̲n [²ni s.³ta¹ã]   | destruir     |
| ndukú [²ndu.³ku]                     | ndúkú [³ndu.³ku]  | ni-ndukú [²ni ²ndu.³ku]  | buscar       |
| kunu [²ku.²nu]                       | kúnu [³ku.²nu]    | ni-kunu [²ni ²ku.²nu]    | tejer        |
| kata [²ka.²ta]                       | jíta [³ji.²ta]    | ni-jita [²ni ²ji.²ta]    | cantar       |
| kasɨ [²ka.²sɨ]                       | jésɨ [³xe.²sɨ]    | ni-jésɨ [²ni ³xe.²sɨ]    | cerrar       |
| kua̱'a [²ku¹a'.²a]                    | jé'e [²xe.²e]     | ni-je̱'e [²ni ¹xe'.²e]    | dar          |
| kusu̱ [²ku.¹su]                       | kíxí [³ki.³ʃi]    | ni-kixi̱ [²ni ²ki.¹ʃi]    | dormir       |

La diferencia entre el español y el mixteco es que, en tanto que los tiempos en la conjugación española refieren al tiempo en que la persona está hablando; en el mixteco, las formas verbales señalan el tiempo en relación con la acción enunciada. El mixteco carece de infinitivos. La forma básica del verbo en mixteco es el futuro, y muchos de los verbos conjugados en este tiempo se emplean también en tiempo presente. Para obtener la forma del presente, los verbos irregulares modifican su entonación de acuerdo con ciertas reglas de prosodia que son demasiado complicadas como para intentar exponerlas en este espacio. Además, existe una clase de verbos irregulares —la mayor parte de los que comienzan con [k]— que en su forma presente sustituyen este fonema por la sílaba [xe] o bien, [xi]. Para la formación del tiempo verbal pretérito, en la lengua mixteca se agrega la partícula ni- ([²ni]). Esta partícula ocasiona una modificación en la entonación del verbo que le sucede, y aunque puede ser omitida en conversaciones informales, la modificación tonal siempre se aplica. La lengua mixteca carece de los tiempos copretérito, pospretérito, antepretérito y toda la constelación de tiempos compuestos que existen en el español. Además, la conjugación en mixteco no incorpora gramemas de persona y número como el español, en esto se parece más a la conjugación de los verbos en inglés. Abajo se presentan ejemplos de oraciones en los tres tiempos verbales del mixteco.
- Futuro

Te máá ró sanaa te kusɨɨ ni ro̱ te kiji ró ɨɨn jínu nájnu'un domingu te kinu'un ro̱.
[Y mismo tú quizá y estarás-contenta tú y vendrás tú una vez como domingo y regresarás tú]
Y quizá estarás contenta, vendrás el domingo y volverás a casa.
- Presente

Tu jíní-yo̱ ndese skánda-de te jíka kamión
[No sabemos-nosotros cómo mueve él y camina camión]
No sabemos cómo le hace para echar a andar el camión.
- Pasado

Ni-steén-de nuu̱ ná.
[Pretérito-enseñó-él a yo]
Steén-de nuu̱ ná.
[Enseñó-él a yo]
Él me enseñó.

#### Clases de verbos
Verbos causativos
Los verbos causativos son aquellas formas verbales modificadas por un prefijo que indica que la acción es realizada por el actor al que se refiere la oración. El prefijo que distingue los verbos causativos en mixteco es s-. Como otras partículas gramaticales de este idioma, el prefijo causativo provoca un cambio en la escritura y pronunciación del verbo asociado. Cuando los verbos a los que se agrega el causativo comienzan con [ⁿd], se sustituye el fonema inicial por [t]. Cuando se agrega a un verbo que comienza con [j], se sustituye este fonema por [i]. No existe diferencia entre las formas de los tiempos gramaticales presente y futuro en los verbos causativos, aunque el futuro siempre se indica añadiendo ni-.
| Causativo regular                                                                    |                                                                                   |
| Verbo normal: tɨ̱ví [se-descompondrá] se descompondrá, se descompone                  | Verbo causativo: stɨ̱ví [lo-se-descompondrá] Él lo dañará, lo daña                 |
| Causativo irregular: sustituyendo nd por t                                           |                                                                                   |
| Verbo normal: ndo'o-ña [sufrirá-ella] Ella sufrirá, ella sufre                       | Verbo causativo: stó'o-ña [hará-sufrirá-ella] Ella hará sufrir, ella hace sufrir. |
| Causativo irregular: sustituyendo y por i                                            |                                                                                   |
| Verbo normal: yu̱'ú-tí [tendrá-miedo-él(animal)] El animal tendrá miedo, tiene miedo. | Verbo causativo: siú'ú-tí [causará-miedo-él(animal)] El animal asustará, asusta.  |

Verbo repetitivo
En mixteco, el prefijo na- indica que la acción descrita por el verbo al que va asociado se está realizando por segunda vez. Esto quiere decir que hay una repetición de la acción, que puede ser efectuada por el sujeto de la oración u otra que no se aclara en el discurso. Existen verbos irregulares que modifican su pronunciación en la forma repetitiva. Por ejemplo, algunos verbos que comienzan con el fonema [k], en vez de añadir el prefijo na-, sustituyen este fonema por [ⁿd] o [n]. De igual manera, existen verbos que nunca aparecen sin este prefijo, es decir, forman parte de su estructura.
| Repetitivo regular                                             |                                                                           |
| Verbo normal: Ki̱ku-ña sa'ma [coserá-ella ropa] Coserá la ropa. | Verbo causativo: Naki̱ku-ña sa'ma [re-coserá-ella ropa] Remendará la ropa. |
| Repetitivo irregular: sustituyendo k por nd                    |                                                                           |
| Verbo normal: Kaa-de [subirá-el] Subirá.                       | Verbo causativo: Ndaa-de [re-subirá-él] Subirá otra vez.                  |

Verbo copulativo
Los verbos copulativos son aquellos que establecen conexiones entre dos sustantivos; un sustantivo y un adjetivo, o bien, un sustantivo y un pronombre, siempre relacionados en el acto de habla con la persona, animal u objeto que realiza la acción. El mixteco posee cuatro de estos verbos: kuu (ser), nduu (ser o estar otra vez, esta es la forma repetitiva de kuu), koo (haber, ser o estar) y káá (parecer, solo en los tiempos presente y pretérito). Este último copulativo solo se emplea con adjetivos que describan la apariencia de una cosa. Los otros tres pueden articularse con casi cualquier adjetivo, aunque con algunas diferencias de significado.
| Copulativos                                                                    |                                                               |
| Maéstru kúu-te̱e ún. [Maestro es-hombre un] El señor es maestro                 | Maestru kúu. [Maestro es] Es maestro.                         |
| Ndíchí koo-ró [inteligente serás-tú] Serás inteligente.                        | Va̱ni íyó itu. [Bueno es milpa] La milpa está bien.            |
| Káa likuxi sɨkɨ̱ tɨ̱. [parece gris lomo su (animal)] El lomo del animal es gris. | Kúká ní-i̱yo-de. [Rico pretérito-fue-él] Fue rico, pero ya no. |

Verbos descriptivos
Se trata de una clase especial de verbos que pueden ser utilizados tanto como verbos como adjetivos. Uno de estos verbos sucedido por un pronombre, es todo lo que se requiere para formar una oración completa en lengua mixteca. Los descriptivos no se conjugan, siempre están en tiempo presente. Para describir la misma idea en pretérito y futuro, es necesario emplear un verbo copulativo en la oración.
| Descriptivos                                            |                                                                |
| Kúká-de. [enriquecerá el] Es rico                       | Ve̱yɨ nuní. [pesará maíz] El maíz es pesado.                    |
| Descriptivos con cópula contraída                       |                                                                |
| Vijna te kúkúká-de. [ahora y es-rico-él] Ahora es rico. | Ni-ndukuká-de. [Se-re-hizo-rico-él] Se volvió rico nuevamente. |

Verbos de modo
Se trata de un pequeño grupo de verbos que pueden ir seguidos por otro verbo. Solo el pronombre jee̱ puede ocasionalmente aparecer entre un verbo de modo y otro asociado, excepto en el caso de kuu (poder).
| Verbos de modo                                               |                                                                         |
| Kuu ka'u-de tatu. [podrá leerá-él papel] Podrá leer un libro | Kánuú je̱é ki'ín-de. [es-necesario que irá él] Es necesario que él vaya. |

#### Modos del verbo
Modo indicativo
El modo indicativo describe acciones de la vida real, que ocurrieron, estén ocurriendo o estén por ocurrir. Las formas verbales del modo indicativo han sido descritas arriba, en la sección dedicada a los tiempos del verbo al inicio de este apartado.
Modo imperativo
El modo imperativo en la lengua mixteca se forma añadiendo la partícula -ni después de la forma del futuro indicativo del verbo. En la conversación informal, suele utilizarse solamente la forma del futuro indicativo, aunque en este caso puede emplearse el pronombre ró. Existen tres verbos irregulares cuyas formas en imperativo no son iguales a su conjugación en futuro indicativo. La negación del modo imperativo se obtiene añadiendo la palabra má, que equivale a la española no.
| Modo imperativo        |               |                  |                         |
| Formal                 | Informal      | Informal         | Negativo                |
| Kaa̱n ní. ¡Hable usted! | Kaa̱n. ¡Habla! | Kaa̱n ro̱. ¡Habla! | Má kaa̱n ro̱. ¡No hables! |

Modo subjuntivo
En mixteco, el subjuntivo tiene la forma de una orden suave. Se forma agregando la partícula na antes del tiempo futuro del verbo. Cuando es empleado en primera persona, da la idea de que el hablante reflexiona detenidamente antes de ejecutar la acción.
| Subjuntivo en 3.ª persona                                      | Subjuntivo en 1.ª persona                     |
| Na kívɨ - de ve'e. [que entrará-él casa] Que entre en la casa. | Na kí'ín-na. [que iré-yo] Entonces me iré yo. |

Modo contrario al hecho
Se trata de un modo especial, que indica que la acción enunciada no se realizó o no quedó completa. Para formar el pretérito de esta forma se agrega ní y el verbo cambia sus tonos de pretérito a presente. Una oración contraria al hecho, sin acompañamiento de una subordinada, adquiere el sentido de una oración del tipo ¡Si tan solo...!. Si el hablante lo desea, este caso también puede añadir la palabra núú al final de la oración condicional o de la independiente, o bien, de ambas, sin ningún cambio en el significado. Abajo se exponen algunos ejemplos.
- Uso del verbo contrario al hecho, por medio del cambio tonal del tiempo pasado indicativo.

Ní-jí'í-de tajna̱ chi je ni-nduva̱'a-de.
[pretérito-tomó (contrario al hecho)-él medicina y ya pretérito-se alivió-él]
Si se hubiera tomado la medicina, ya se habría aliviado.
- Uso de la oración simple contraria al hecho.

Ní-jí'í-de tajna̱.
[pretérito-tomó (contrario al hecho)-él medicina]
¡Si tan solo se hubiese tomado la medicina!
- Uso de la oración simple contraria al hecho, con núú.

Ní-jí'í-de tajna̱ nuú.
[pretérito-tomó (contrario al hecho)-él medicina contrario al hecho]
¡Si tan solo se hubiese tomado la medicina!
Núú ní-jí'í-de tajna̱.
[contrario al hecho pretérito-tomó (contrario al hecho)-él medicina]
¡Si tan solo se hubiese tomado la medicina!
- Uso de la oración simple contraria al hecho, con núu (no confundir este conectivo condicional con la partícula que indica el modo verbal vista arriba).

Núu ní-jí'í-de tajna̱.
[si pretérito-tomó (contrario al hecho)-él medicina contrario al hecho]
¡Si tan solo se hubiese tomado la medicina!
- Uso de la oración contraria al hecho con coordinada, en tiempo futuro.

Kiji-de te tu ni-kúu.
[Vendrá (contrario al hecho) y no pretérito-pudo]
Iba a venir, pero no pudo.

### Conjunciones
Las conjunciones son aquellas palabras que sirven para enlazar dos palabras, dos frases o dos oraciones de naturaleza análoga. El mixteco tiene doce conjunciones coordinantes y diez subordinantes. Las primeras son te (y, pero), te o (pero), jíín (y), chi (porque, y), chí (o), á... chí (o... o), ni... ni... (ni... ni), sa/sa su'va (sino que), yu̱kúan na (luego, entonces), yu̱kúan (entonces), je̱e yu̱kúan (por eso), suni (también). Las conjunciones subordinadas en mixteco son las siguientes: náva̱'a (para que), je̱e (que), sɨkɨ je̱e (porque), nájnu̱n (como), ve̱sú (aunque), núu (si —condicional—), na/ níní na (cuando), ná/ níní (mientras), nde (hasta que, desde que), kue̱chi (nada más).

### Orden y énfasis sintáctico
El mixteco pertenece a las lenguas del tipo Verbo Sujeto Objeto. Sin embargo, las condiciones y la intención de los hablantes pueden afectar el orden sintáctico. Dependiendo del punto que se desee enfatizar, los hablantes pueden comenzar el enunciado con el verbo (si desean enfatizar la acción), el pronombre o sujeto (si desean enfatizar a la persona que realiza la acción), el complemento (cuando el énfasis se pone en el modo, el sitio, el tiempo o cualquier otra categoría relacionada con el predicado). Es muy similar a lo que ocurre con el hipérbaton en español, aunque como se sabe, los hablantes de español no suelen recurrir a este tipo de alteraciones sintácticas de la oración. Los mixtecos, por el contrario, frecuentemente lo emplean en sus conversaciones informales.

## Influencia del mixteco en el español
En contra de lo que ocurrió con otras lenguas, especialmente el taíno en las Antillas, y el náhuatl en todo México, el mixteco no aportó demasiados neologismos al idioma español. La lista de mixtequismos es corta, y su difusión es más bien restringida a la región tradicional del habla mixteca. Quizá la aportación más significativa sea en el campo de los topónimos, sobre todo en el estado de Oaxaca, donde numerosas comunidades conservan su nombre en mixteco como única denominación. Tal es el caso de San Juan Ñumí, San Bartolo Yucuañe, Santa Cruz Itundujia y muchas más, localizadas en el poniente de ese estado. En Puebla y en Guerrero, la toponimia mixteca fue sustituida por nombres nahuas o castellanos, como Yucu Yuxin (Cerro de la Joya), en Puebla, que cambió su nombre por Gabino Barreda. El único topónimo mixteco que sobrevivió en Puebla es el del río Tizaac, el cual era originalmente en castellano río Tizaa. Viene de la palabra mixteca "tisa'a", que quiere decir "río encenizado". Hoy en día, los mixtecos ya no le llaman así al río, pero usan el nombre para la ciudad de Acatlán de Osorio, llamada en unas variantes "Tisa'a" y en otras "Tesa'a".
Otra huella del mixteco en el habla española del sur de México es la que se encuentra en la fonología. Los mixtecos, hablantes nativos de esta lengua o del español, suelen pronunciar las palabras que terminan en vocal glotalizándolas (esto significa, que cierran el paso del aire con las cuerdas vocales, cortando de tajo el sonido). Además, suele presentar una confusión entre ciertos fonemas, claramente sustituyen [t] por [d] (aunque este último fonema existe en mixteco es menos frecuente en la lengua de la lluvia que en el español), confunden [b] con [v], distinguen [j] de [y], o tienen dificultades para articular el fonema vibrante palatal múltiple [rr], que suele ser articulado como simple. Otro rasgo muy característico del español hablado por los mixtecos es la tonalización. Dado que el mixteco es una lengua tonal, con frecuencia son trasladadas las combinaciones tonales características de esa lengua al hablar en castellano, elevando al tono alto la sílaba tónica de la palabra española. Desde luego, la tonalización carece en ese caso de valor fonémico.

## Literatura en lengua mixteca
Antes de la conquista española, ocurrida en la segunda década del siglo XVI, los indígenas mesoamericanos cultivaban varios géneros literarios. Las composiciones eran transmitidas de manera oral, por medio de instituciones donde una élite adquiría el conocimiento tanto de la literatura como de otras ramas de la actividad intelectual. Cuando los españoles consumaron la conquista, tuvo lugar una terrible destrucción de estas instituciones, lo que dejó como resultado que buena parte de la tradición oral indígena fuera olvidada para siempre. La mayor parte de los códices donde se registraban los sucesos históricos o el conocimiento mítico del mundo fueron destruidos, y los pocos que se conservaron fueron alejados de los pueblos que los crearon. De esta suerte, sobrevivieron cuatro códices mixtecos prehispánicos, donde se relatan las hazañas bélicas del señor Ocho Venado. De éstos, tres reposan en colecciones de museos, bibliotecas y universidades europeas (ver Códice Nuttall). Hasta hace apenas unas cuantas décadas, la forma en que se leían estas pinturas fue descifrada, gracias al notable trabajo de Alfonso Caso, pero los mixtecos perdieron el conocimiento sobre las reglas de su ancestral método de escritura y lectura.
A pesar de lo anterior, los misioneros de Indias de aquellos años se dieron a la labor de alfabetizar a los indígenas (especialmente a los nobles). Fuera por los mismos misioneros, o bien, por obra de los indios latinizados, algunas de las obras de la literatura indígena prehispánica pudieron pervivir hasta nuestros días. En los cinco siglos posteriores a la Conquista, la literatura de los mixtecos fue reducida al ámbito de lo popular. Asociada a creaciones musicales, o a la celebración de ciertos ritos, la literatura popular mixteca ha sobrevivido del mismo modo en que lo hizo durante milenios: por medio de la transmisión oral.
No fue sino hasta la década de 1990 cuando en México tuvo lugar un nuevo auge de las literaturas indígenas. La vanguardia, sin duda, eran los zapotecos del istmo de Tehuantepec, que escribían en su lengua por lo menos desde la segunda mitad del siglo XIX. A imitación del gran movimiento cultural indígena de los juchitecos de los años ochenta, muchos pueblos indios reivindicaron su lengua como lengua literaria. En 1993 fue instituida la Asociación de Escritores en Lenguas Indígenas, y tres años más tarde, la Casa del Escritor en Lengua Indígena. Asimismo, fue instituido el Premio Nezahualcóyotl de Literatura en Lenguas Indígenas, para estimular la creación en idiomas indoamericanos.
En la Mixteca, el resurgimiento literario ha sido encabezado por los pueblos de la Mixteca Alta, como la Heroica Ciudad de Tlaxiaco y Juxtlahuaca. La primera ciudad ha sido la cuna de dos notables escritores, como Raúl Gatica, que ha publicado el libro Asalto a la palabra, una compilación de poetas mixtecos; y Juan de Dios Ortiz Cruz, quien además de recopilar las composiciones líricas de la región ha realizado notables composiciones, como Yunu Yukuninu (Árbol, Cerro de Yucuninu), musicalizada por Lila Downs. Esta última es una de las figuras de la música mixteca contemporánea más emblemática. Ha grabado varios discos en los cuales suele incluir alguna composición en lengua mixteca, que aprendió de su madre.
Significado de una bella canción mixteca
Samani, samani, samani ni.

Samani, samani, samani iú

Ita nuyahui nacuyu mbaa.

Ita sanuni sacuyu lu
Cariño, cariño, cariño aquí

cariño, cariño, cariño allí

Flores del maguey para los campadres

flores del maíz para los otros
Origen y significado de samani:
Mixteco y significa "cariño"